# Cladomnion ericoides
Cladomnion ericoides là một loài rêu trong họ Ptychomniaceae. Loài này được (Hook.) Wilson mô tả khoa học đầu tiên năm 1854.